# Candi (Todanan)
Candi is een bestuurslaag in het regentschap Blora van de provincie Midden-Java, Indonesië. Candi telt 2422 inwoners (volkstelling 2010).